# Folkwang-Musikschule
Die Folkwang Musikschule der Stadt Essen (FMS) ist eine Musikschule in Essen, an welcher seit 1974 Musik und Tanz aus fast allen Epochen und Stilrichtungen unterrichtet wird.

## Folkwang – Einheit von Kunst und Leben
Bereits zu Beginn des letzten Jahrhunderts entstand bei Kulturschaffenden und in der Kulturtheorie ein Bewusstsein, dass eine ganzheitliche Betrachtung der Zugang zu besonderer kultureller Entwicklung und Entfaltung ist. Dieser Leitgedanke ist seitdem wesentlich für die Entwicklung der Folkwangtradition, die überregional mit der Stadt Essen assoziiert wird.
Die Ganzheitlichkeit bezieht sich auf zwei Aspekte: zum einen auf die Betrachtung der Persönlichkeit des Einzelnen und zum anderen auf die Künste bzw. den Austausch der Kunstsparten. Kultur sollte darüber hinaus auch die Gesellschaft durchdringen und der Alltag sich aufgrund der künstlerischen Prägung des Individuums und der daraus erwachsenden Gestaltungsfähigkeit verändern. Dieser Ansatz war substantiell für alle Künstlergenerationen, die ihre künstlerische Konstituierung in der Folkwangstadt Essen gesucht und gefunden haben und er ist es immer noch.
Der Begriff „Folkwang“ entstammt der Mythologiensammlung Edda und bezeichnet den Palast von Freya, der Göttin der Liebe und der Schönheit. Er geht zurück auf das altnordische Wort „Folkvangar“, was so viel wie Volkshalle oder Volkswiese bedeutet, und war ein Ort, an dem die verschiedenen Repräsentanten der Künste zusammenkamen.

## Geschichte der Schule
Die heutige „Folkwang Universität der Künste des Landes NRW“ und die „Folkwang Musikschule der Stadt Essen“ haben ihren gemeinsamen Ursprung in der 1927 gegründeten „Folkwangschule für Musik, Tanz und Sprechen.“ Der Bezug zur bereits vorher bestehenden „Kunstgewerbeschule“ der Sparte Bildende Kunst war nicht nur durch den gemeinsamen Standort in den ehemaligen Abteigebäuden in Essen-Werden eng.
Diese Kultureinrichtungen waren schwerpunktmäßig Institute der Erwachsenenbildung, boten aber auch Ausbildungsgänge für Jugendliche an. Die „Folkwangschule für Musik, Tanz und Sprechen“ bildete in zwei Abteilungen professionelle Künstlerinnen und Künstler sowie Laien aus. Die Ausbildung folgte dem Gedanken der ganzheitlichen Persönlichkeitsentwicklung: mit allen Sinnen alle kulturellen Sparten erfahren.
1963 wurde die Folkwangschule zur Hochschule, 1967 wurde sie in die Trägerschaft des Landes NRW überführt. Im Anschluss erfolgte auch die Trennung des Folkwang Konservatoriums – dessen Teil die damalige Jugendmusikschule war – von der Folkwang Hochschule.
1974 wurden schließlich das Konservatorium und die Jugendmusikschule zur Folkwang Musikschule der Stadt Essen zusammengeführt. Die Bereiche Tanz (in den 70er- und 80er-Jahren) und Schauspiel (in den 90er-Jahren) wurden in dieser Kultureinrichtung entsprechend der Ursprungskonzeption mit der Musik vereint und entwickelt. Mit der Folkwang Universität der Künste, dem Museum Folkwang – ergänzt durch die Museumsvereine – und dem Folkwang Kammerorchester gibt es in Essen somit vier Einrichtungen, die sich auf die Konzeption des spartenübergreifenden Gesamtkunstwerks beziehen.
1980 zog die Folkwang Musikschule in eine ehemalige Bankiersvilla in der Brunnenstraße. Seit 2003 ist sie in der Weststadthalle, Thea-Leymann-Straße 23, ansässig, einer aufwändig restaurierten ehemaligen Krupp’schen Industriefabrik.

## Unterrichtsangebot
Mit mehr als 240 Lehrkräften aus 20 Nationen und rund 11.500 Schülerinnen und Schülern ist die Folkwang Musikschule eine der großen Musikschulen Deutschlands. Neben ihrer Zentrale verfügt über sie 110 weitere Unterrichtsstätten im gesamten Stadtgebiet. Kinder, Jugendliche und Erwachsene werden in fast allen Instrumentalfächern, Gesang, Tanz und Schauspiel unterrichtet. Hinzu kommen spezielle Angebote wie die „RockPopSchule“, der „jamtruck“, die „little piano school“, die S-Klasse für Spitzenförderung, die Studienvorbereitende Ausbildung und das Grundschulprogramm „Jedem Kind Instrumente, Tanzen, Singen“.

## Kooperationspartner
Kooperationen sind wesentlich für den Kompetenztransfer zwischen Kultureinrichtungen und Kulturen, Kulturschaffenden und Sparten. Vor dem Hintergrund der Folkwangtradition ist der inhaltliche Austausch wesentlicher Bestandteil des Selbstverständnisses der Folkwang Musikschule. Sie kooperiert mit vielen Kultur- und Bildungseinrichtungen in Essen, im Großraum Rhein-Ruhr und in Europa (Finnland, Russland, Niederlande).